# Стребко, Станислав Кириллович
Станислав Кириллович Стребко (28 февраля 1937, Молочанск, Запорожская область — 28 июля 2008, Ильичёвск, Одесская область) — начальник Ильичевского морского торгового порта (с 1993 по 2002 годы). Герой Украины (1999). Заслуженный работник транспорта СССР (1990).

## Биография
Родился 28 февраля 1937 года в Молочанске Запорожской области. Украинец.
Образование:
- Одесское мореходное училище (1959), техник-эксплуатационник;
- Одесский институт инженеров морского флота (1975), инженер-механик.

Трудовая деятельность:
C 1954 года работал матросом на судах Черноморского морского пароходства. С 1959 года — старший диспетчер, заместитель начальника, начальник грузового отделения.
С 1978 года — секретарь парткома Ильичёвского морского торгового порта. С 1981 года — начальник Николаевского морского торгового порта. C 1993 по 2002 годы работал начальником ГП «Ильичевский морской торговый порт».
В 1999 году была создана Ассоциация портов Черного и Азовского морей, вице-президентом которой от Украины стал С. К. Стребко. В 2001 году избран президентом этой Ассоциации.
Деятельность С. К. Стребко не ограничивалась производственной работой, он был избран Депутатом Верховной Рады Украины 4-го созыва (с 2002 по 2006 годы).
Умер 28 июля 2008 года.
Похоронен в Черноморске.

### Семья
- Отец — Кирилл Михайлович (1902—1944).
- Мать — Килина Павловна (1912—1990).
- Жена — Алена Васильевна (род. 1937).
- Сыновья — Альберт (род. 1961) и Сергей (род. 1964).

## Память
1 марта 2010 года в г. Ильичёвске (ныне — Черноморск) по ул. Корабельная, 9 состоялось открытие мемориальной доски в честь С. К. Стребко.
Площадь в г. Ильичёвске перед зданием управления порта носит имя Станислава Стребко

## Награды и звания
- Герой Украины (с вручением ордена Державы; 21.08.1999 — за выдающиеся трудовые достижения в развитии морского транспорта, личный вклад в повышение эффективности перевозок, внедрение современных форм хозяйствования).
- Награждён советскими орденами «Знак Почета» (1971), «Дружбы народов» (1979), «Трудового Красного Знамени» (1984) и украинскими орденами «За заслуги» II и III степени (1997, 1998), «Славы на верность Отчизне» III степени (2000), «За выдающиеся достижения» II и III степени.
- Награждён высшей наградой Украинской Православной церкви — орденом «Святого Равноапостольного князя Владимира» (2005).[5]
- Заслуженный работник транспорта СССР (1990).
- Почётный работник транспорта Украины (1994).
- Почётный гражданин Ильичевска.
- Почётный пограничник Украины.
- Почётный член Федерации Джундокан Украины.[6]
- Академик Украинской Академии наук технического прогресса (1992).
- Член-корреспондент Транспортной академии Украины (1993).